# Stanisław Helski
Stanisław Helski (ur. 29 września 1929 w Tereszpolu, zm. 23 lipca 2004 w Ząbkowicach Śląskich) – polski rolnik, działacz opozycji antykomunistycznej.

## Życiorys

### Młodość, wykształcenie i praca zawodowa
Od 1943 do 1944 był żołnierzem Batalionów Chłopskich, następnie został uwięziony w obozie koncentracyjnym na Majdanku. Pracował jako referent w spółdzielni w Osuchach oraz bibliotekarz w Tereszpolu. W latach 1948–1951 odbył zasadniczą służbę wojskową. Od 1951 do 1956 pracował w rodzinnym gospodarstwie w Rozdołach. Był także zatrudniony w urzędach w Zamościu oraz Wrocławiu. W 1957 ukończył Technikum Mechaniczne we Wrocławiu, a w latach 1964–1968 studiował prawo na Uniwersytecie Wrocławskim. Od lat 1972 prowadził gospodarstwo rolne w Kobylej Głowie k. Ząbkowic Śląskich. W latach 1978–1989 był członkiem Wojewódzkiego Związku Hodowców Owiec w Wałbrzychu. 

### Działalność opozycyjna w okresie PRL
W 1979 został członkiem wspierającym Konfederacji Polski Niepodległej. W sierpniu 1980 był członkiem delegacji chłopskiej podczas strajku w Stoczni Gdańskiej im. Lenina. 1 września 1980 założył punkt konsultacyjny Chłopskiego Komitetu Inicjatywy Społecznej w Ciepłowodach. Był założycielem Niezależnego Samorządnego Związku Zawodowego Chłopów Województwa Wałbrzyskiego. Wraz ze Stanisławem Janiszem, Michałem Bartoszcze, Romanem Bartoszcze organizował ogólnopolski Niezależny Samorządny Związek Zawodowy Rolników Indywidualnych „Solidarność Chłopska”. Był członkiem Krajowego Komitetu Koordynacyjnego Chłopskich Związków Zawodowych. W lutym 1981 organizował ogólnopolski protest głodowy chłopów w świdnickim kościele pod wezwaniem św. Józefa. Od 1982 do 1989 współpracował z Solidarnością Walczącą.

### Represje
Po wprowadzeniu stanu wojennego nie zaprzestał działalności opozycyjnej. W odwecie ówczesne władze rozpoczęły wobec niego szykany. Wiosną 1982 naczelnik gminy Ciepłowody wydał Helskiemu nakaz obsiania pól jęczmieniem, do którego Helski nie zastosował się, gdyż nakaz ten uważał za bezprawny. W maju 1982 pod eskortą milicji na pola Helskiego wjechało 14 ciągników z siewnikami. Dokonano przymusowego zagospodarowania i pola Helskiego obsiano jęczmieniem. Kosztami całej akcji obciążono rolnika.
Po kilkunastu dniach Helski zaorał niewyrośnięte zboże na własnym polu, za co został aresztowany i skazany na łączną karę 6 lat pozbawienia wolności za wszystkie popełnione czyny. Komornik zajął i zlicytował maszyny rolnicze i sprzęty Helskiego. Ponadto jego jedyny syn został wcielony do wojska.
Po wyjściu z więzienia, zrujnowany finansowo, rozpoczął bez pomocy adwokatów, wieloletnią batalię z systemem prawnym PRL o uniewinnienie. Trzykrotnie w jego sprawie wyrokował Sąd Najwyższy oraz wielokrotnie Naczelny Sąd Administracyjny. Zarzuty jednak nie zostały oddalone, a sprawy sądowe ucięła amnestia, którą ogłoszono po zniesieniu stanu wojennego. Helski bezskutecznie usiłował odrzucić postanowienie o amnestii wobec siebie i domagał się uniewinnienia, które dawałoby mu podstawę prawną do dochodzenia roszczeń za bezprawne działania urzędników, doznane krzywdy i utracone zdrowie. Sytuacji nie zmieniły zmiany ustrojowe po 1989. Wszystkie skargi do organów władzy państwowej i do Rzecznika Praw Obywatelskich pozostawały bez odpowiedzi.

### Incydent zamachu
Domagał się postawienia Wojciecha Jaruzelskiego przed Trybunałem Stanu, a kopię wniosku w tej sprawie zaniósł osobiście Jaruzelskiemu jesienią 1992 na spotkanie, na którym Jaruzelski promował swoją książkę w księgarni przy pl. Legionów (dawniej pl. PKWN) we Wrocławiu.
Jego apele o rozliczenie stanu wojennego pozostawały bez odpowiedzi. Jesienią 1994 Wojciech Jaruzelski wydał książkę Stan wojenny, dlaczego?. Helski w akcie desperacji na spotkaniu autorskim zorganizowanym w tym samym miejscu, co poprzednim razem, 11 października 1994 uderzył Wojciecha Jaruzelskiego zawiniętym w gazetę kamieniem w twarz. Stanisława Helskiego umieszczono w zakładzie psychiatrycznym i wytoczono proces. Został skazany na 2 lata pozbawienia wolności w zawieszeniu oraz 200 zł grzywny. Na wniosek posła Andrzeja Micewskiego, 28 października 1994 r. komisja odpowiedzialności konstytucyjnej Sejmu RP potępiła atak Stanisława Helskiego. Generał Jaruzelski zwracał się do sądu o niekaranie i publicznie wybaczył Helskiemu zamach. 1 czerwca 1995 wyrokiem Sądu Rejonowego dla Dzielnicy Wrocław-Śródmieście Stanisław Helski został skazany na 2 lata pozbawienia wolności w zawieszeniu na 3 lata, grzywnę i nawiązkę.

### Działalność polityczna w III RP
W wyborach parlamentarnych w 1989 kandydował bez powodzenia do Senatu w okręgu wałbrzyskim. Ponownie bezskutecznie ubiegał się o mandat senatora z ramienia własnego komitetu wyborczego w wyborach uzupełniających w 2000 w okręgu wrocławskim.
W 2022 pośmiertnie odznaczony Krzyżem Wolności i Solidarności oraz Krzyżem Komandorskim Orderu Odrodzenia Polski.

## Upamiętnienie
2 czerwca 2023 r. w Dolnośląskim Centrum Filmowym we Wrocławiu odbyła się premiera filmu dokumentalnego w reż. Michała Torza pt. "Stanisław Helski. Dlatego". Zrealizowany przez Instytut Pamięci Narodowej film w 2022 r. otrzymał główną nagrodę w ramach I Pitching Forum podczas Międzynarodowego Festiwalu Filmowego o Totalitaryzmach „Echa Katynia”. W 2023 r. podczas 15. Festiwalu Filmowego NNW w Gdyni zdobył nagrodę główną w konkursie Dokument Polski. 